# جدامانده
جدامانده (به انگلیسی: The Departed) یک فیلم جنایی به کارگردانی مارتین اسکورسیزی و با بازی لئوناردو دی‌کاپریو، مت دیمون، مارک والبرگ و جک نیکلسون است که برندهٔ چهار جایزه اسکار بهترین فیلم سال ۲۰۰۶ از هفتاد و نهمین دوره جوایز اسکار شده‌است: بهترین کارگردانی، بهترین فیلم، بهترین تدوین (تلما شونمیکر) و بهترین فیلمنامه اقتباسی (ویلیام موناهان). به علاوه مارک والبرگ نیز نامزد بهترین بازیگر نقش مکمل مرد بود.
فیلمنامهٔ بیست‌ونهمین فیلم اسکورسیزی بر اساس فیلم اعمال شیطانی محصول هنگ کنگ ساختهٔ اندرو لائو و سو فای ماک تنظیم شده‌است که ۴ سال پیش از آن ساخته شده بود. نویسندهٔ جدامانده، ویلیام موناهان است که نوشتهٔ او اقتباسی است از فیلمنامهٔ فیلم اعمال شیطانی نوشتهٔ فلیکس چونگ و سو فای ماک می‌باشد.
فروش این فیلم در اولین آخر هفته‌ای که فیلم در آمریکا به نمایش درآمد بالغ بر ۲۷ میلیون دلار شد و تنها فیلم اسکورسیزی بود که در هفته اول نمایش در رده اول فیلم‌های روز قرار گرفت و در حالی که ۹۰ میلیون دلار بودجه آن بود در نهایت در اکران سینمایی‌اش به فروشی معادل ۲۹۰ میلیون دلار دست یافت.
این فیلم با استقبال بسیار خوبی از سوی منتقدان مواجه شد؛ به طوری که تبدیل به اولین فیلم اسکورسیزی شد که توانست برای او جایزه اسکار کارگردانی و فیلم را بیاورد و همچنین به موفقیت خوبی در گیشه دست یافت و فروش خوبی را تجربه کرد و از سوی مردم نیز با استقبال مواجه شد.

## خلاصه داستان
در دهه ۱۹۸۰ در شهر بوستون، فرانک کاستلو، رئیس مافیای ایرلندی، با کالین سالیوان جوان آشنا می‌شود. سال‌ها بعد، سالیوان که به عنوان جاسوس در داخل پلیس ایالتی ماساچوست (MSP) پرورش یافته، به واحد تحقیقات ویژه این اداره می‌پیوندد. در سوی دیگر، بیلی کاستیگان، تازه‌واردی که توسط کاپیتان کوینان و گروهبان دیگنوم انتخاب شده، مامور نفوذ به باند کاستلو به عنوان یک جنایتکار می‌شود.
کاستیگان پس از تحمل محکومیت در زندان و ارتکاب چندین جرم، توجه کاستلو را جلب می‌کند و به تدریج در حلقه‌ی داخلی او جای می‌گیرد. در این میان، سالیوان رابطه‌ای با روانشناس پلیس، مدولین مادن، آغاز می‌کند. اما در طول ماموریت، سلامت روانی کاستیگان رو به وخامت می‌رود؛ با این حال کوینان و دیگنوم او را ترغیب می‌کنند که به کار ادامه دهد و کاستیگان مرتباً به جلسات درمانی مادن می‌رود.
هر دو طرف — پلیس و باند کاستلو — به وجود جاسوسانی در درون خود مشکوک می‌شوند و سالیوان و کاستیگان مامور پیدا کردن آنها می‌شوند. کاستیگان متوجه می‌شود کاستلو به عنوان یک مأمور مخفی FBI تحت محافظت است و این موضوع را به کوینان اطلاع می‌دهد. همچنین، کاستیگان و مادن رابطه‌ای عاشقانه برقرار می‌کنند.
در پی تعقیب کاستلو توسط کاستیگان، وی مشاهده می‌کند که کاستلو پاکتی حاوی اطلاعات اعضای باند را به سالیوان می‌دهد. کاستیگان تلاش می‌کند تصویر روشنی از سالیوان تهیه کند اما موفق نمی‌شود. سالیوان پس از متوجه شدن تعقیب شدنش، مردی را به اشتباه زخمی می‌کند و فرار می‌کند. کاستیگان که نگران افشای هویت خود است، با کوینان تماس می‌گیرد و خواستار پایان دادن به عملیات می‌شود؛ اما سالیوان با زیر نظر گرفتن کوینان و دادن اطلاعات غلط به پلیس، او را مظنون جاسوسی معرفی می‌کند و همچنین به اعضای باند خبر می‌دهد.
وقتی افراد کاستلو به محل می‌رسند، کوینان به کاستیگان کمک می‌کند فرار کند اما خودش از بالای ساختمان به پایین پرت می‌شود و کشته می‌شود. این حادثه منجر به درگیری خونین بین پلیس و باند کاستلو می‌شود. دیگنوم که از کشته شدن کوینان خشمگین است، به سالیوان حمله می‌کند و به تعلیق درمی‌آید. در همین حال، یکی از دست‌نشاندگان کاستلو به نام تیموتی دلاهانت، قبل از مرگ اعتراف می‌کند که کاستیگان جاسوس پلیس است.
سالیوان که وسایل کوینان را بررسی می‌کند، پی می‌برد کاستلو واقعاً مأمور مخفی FBI است. رسانه‌ها گزارش می‌دهند دلاهانت مأمور مخفی پلیس بوده اما کاستلو این خبر را ترفندی می‌داند تا دست از جستجوی جاسوس بردارد. او تصمیم می‌گیرد علیه کاستیگان اقدام کند و منجر به درگیری مسلحانه‌ای می‌شود که در آن بیشتر اعضای باند کشته می‌شوند. در پایان، سالیوان کاستلو را در حالی که زخمی است، می‌کشد.
کاستیگان، پس از پایان ماموریت، به دیدار سالیوان می‌رود تا هویت خود را فاش کند اما نمی‌داند که سالیوان هم جاسوس کاستلوست. وقتی سالیوان می‌رود، کاستیگان پاکتی که در تئاتر دیده بود را روی میز می‌بیند و متوجه می‌شود سالیوان جاسوس بوده و فرار می‌کند.
وقتی سالیوان متوجه می‌شود کاستیگان رفته، سوابق او را از سیستم پلیس پاک می‌کند. کاستیگان نزد مادن می‌رود که به سالیوان گفته باردار است ولی کاستیگان از این موضوع بی‌خبر است. او پاکتی به مادن می‌دهد تا در صورت بروز حادثه آن را باز کند.
مدن پاکتی از کاستیگان به سالیوان دریافت می‌کند که حاوی ضبط مکالمات کاستلو و سالیوان است. ترس از افشای رابطه‌اش با کاستیگان باعث می‌شود پاکت را گوش دهد و سپس سالیوان را ترک کند. کاستیگان قرار ملاقات با سالیوان را در پشت‌بامی که کوینان در آن کشته شده می‌گذارد و سپس او را بازداشت می‌کند. اما وقتی ترورپر براون می‌آید، به دلیل شک و تردید اسلحه می‌کشد.
براون پس از شنیدن ادعای کاستیگان، اجازه می‌دهد وارد آسانسور شود اما در لابی، کاستیگان توسط ترورپر بریگان، دوست سالیوان و جاسوس کاستلو، به قتل می‌رسد. سپس براون هم توسط بریگان کشته می‌شود و سالیوان بریگان را می‌کشد تا فقط او را به عنوان جاسوس معرفی کند.
در مراسم خاکسپاری کاستیگان، سالیوان متوجه گریه مادن می‌شود و می‌فهمد رابطه‌ای بین آن‌ها وجود داشته اما وقتی درباره بچه صحبت می‌کند، مادن پاسخ نمی‌دهد. وقتی سالیوان به خانه برمی‌گردد، دیگنوم در انتظارش است و پس از پذیرش بی‌تفاوت سالیوان، او را با شلیک گلوله به سر می‌کشد و سپس خانه را ترک می‌کند.

## درونمایه
منتقد فیلم آمریکایی، استنلی کاوفمن، یکی از تم‌های اصلی فیلم را به عنوان یکی از قدیمی‌ترین تم‌ها در نمایشنامه توصیف می‌کند — مفهوم هویت — و اینکه چگونه «اعمال، احساسات، اعتماد به نفس و حتی رویاهای فرد را تحت تأثیر قرار می‌دهد.»
رابطه پدر و پسری بن‌مایه‌ای در تمام فیلم است. کاستلو به شکل چهره‌ای پدرانه با هردوی سالیوان و کاستیگان برخورد می‌کند؛ درحالی‌که کویینان به شکل نقطه مقابلی برای کاستلو در نقش پدری عمل می‌کند و هردو روی صورت نوعی پدر ایرلندی-آمریکایی را ارائه می‌دهند. سالیوان هرگاه برای مطلع کردن کاستلو از فعالیت‌های پلیس‌ها با وی تماس می‌گیرد وی را «پدر» خطاب می‌کند.
در صحنه پایانی فیلم موشی در لبه پنجره سالیوان دیده می‌شود. اسکورسیزی تصدیق می‌کند که درحالی‌که این نباید به معنی واقعی در نظر گرفته شود، تا حدودی سمبلی است از «جستجو برای یافتن گانگسترها» در فیلم و حس قوی بی‌اعتمادی در میان شخصیت‌ها، بسیار شبیه به آمریکای پس از ۱۱ سپتامبر است. نمای پنجره پشت موش اشاره‌ای به فیلم‌های گانگستری مثل صورت‌زخمی (۱۹۸۳)، اوج التهاب (۱۹۴۹) و سزار کوچک (۱۹۳۱) است.

## بازیگران
| بازیگر            | نقش                    |
| ----------------- | ---------------------- |
| لئوناردو دی‌کاپریو | بیلی کاستیگان          |
| مت دیمون          | کالین سالیوان          |
| جک نیکلسون        | فرانسیس (فرانک) کاستلو |
| مارک والبرگ       | گروهبان دیگنام         |
| مارتین شین        | سروان چارلی کویینان    |
| ویرا فارمیگا      | مادولین مادن           |
| الک بالدوین       | سروان جورج الربی       |
| ری وینستون        | آرنولد فرنچ            |

## جوایز و نامزدی‌ها

### اسکار
- برنده جایزه اسکار بهترین فیلم
- برنده جایزه اسکار بهترین کارگردانی (مارتین اسکورسیزی)
- برنده بهترین فیلمنامهٔ اقتباسی (ویلیام موناهان)
- برنده بهترین تدوین (تلما شونمیکر)
- نامزد بهترین بازیگر مکمل مرد (مارک والبرگ)

### انجمن منتقدان فیلم بوستون
- برنده بهترین فیلم
- برنده بهترین کارگردانی (مارتین اسکورسیزی)
- برنده بهترین بازیگر مکمل مرد (مارک والبرگ)
- برنده بهترین نویسندگی (ویلیام موناهان)

### گلدن گلوب
- برنده بهترین کارگردانی (مارتین اسکورسیزی)
- نامزد بهترین فیلم درام
- نامزد بهترین بازیگر (لئوناردو دی‌کاپریو)
- نامزد بهترین بازیگر مکمل مرد (جک نیکلسون)
- نامزد بهترین بازیگر مکمل مرد (مارک والبرگ)
- نامزد بهترین فیلمنامه (ویلیام موناهان)

### بفتا
- نامزد بهترین فیلم
- نامزد بهترین بازیگر نقش اول (دی‌کاپریو)
- نامزد بهترین فیلمنامه اقتباسی
- نامزد بهترین بازیگر مکمل مرد (جک نیکلسون)
- نامزد بهترین تدوین